# Martín Otheguy
Martín Otheguy (1978) es un periodista y escritor uruguayo.

## Biografía
Estudió en el Liceo N.º 18 Sarandí y luego Ciencias de la Comunicación en la Universidad de la República donde se recibió de licenciado. 
Trabajó en TV Ciudad. 
Trabaja en al revista Túnel y es parte del equipo de Montevideo Portal.
Autor de libro El mundo sin lunes, que fue Premio Ópera Prima en los Premios a las Letras del Ministerio de Educación y Cultura en 2016.
Fue galardonado por la Cámara Uruguaya del Libro (CUL) con el Premio Bartolomé Hidalgo en 2021 y con el Premio Legionario del Libro en 2024. 

## Libros
- 2015, Historia de la queja
- 2016, El mundo sin lunes
- 2017, Cuentos de Montaña Errante
- 2020, El libro de los lugares secretos
- 2021, El invierno es un lobo que viene del norte
- 2023, La feria de sueños del conde Miserias